# The Fall of the House of Usher (2023)
The Fall of the House of Usher is een Amerikaans televisieminiserie, gebaseerd op de horrorverhalen van de Amerikaanse schrijver Edgar Allan Poe. De serie is bedacht en geschreven door Mike Flanagan, en werd in oktober 2023 op streamingdienst Netflix uitgebracht. De regie lag in handen van Flanagan en Michael Fimognari, waarbij laatstgenoemde ook optrad als cameraman voor de hele serie.
De serie is losjes gebaseerd op verschillende werken van de 19e-eeuwse auteur Edgar Allan Poe, waarbij het gelijknamige korte verhaal uit 1840 dient als kapstok. Allerlei elementen uit de van origine niet aan elkaar gerelateerde verhalen en personages van Poe zijn aan elkaar geregen tot een niet-chronologisch verhaal dat zich afspeelt tussen 1953 tot 2023. Het verhaal beschrijft zowel de opkomst en ondergang van de tweeling Roderick en Madeline Usher, respectievelijk de machtige bestuursvoorzitter (CEO) en de geniale operationeel directeur (COO) van een corrupt farmaceutisch bedrijf, als de gebeurtenissen die leidden tot de dood van alle zes de kinderen van Roderick. De film is min of meer een mozaïekfilm, met Carla Gugino als de mysterieuze vrouw die de Ushers teistert, Bruce Greenwood als een oudere Roderick en Mary McDonnell als een oudere Madeline.
De eerste twee afleveringen van The Fall of the House of Usher werden een maand eerder al vertoond op filmfestival Fantastic Fest. Bij het uitkomen op Netflix in oktober 2023 werd de serie in de eerste twee weken meer dan 13 miljoen keer bekeken. De serie kreeg positieve recensies, waarbij critici de productiewaarden, regie en uitvoeringen prezen (met name van Gugino, Greenwood en Mark Hamill), hoewel men verdeeld was over het verhaal, met name ten opzichte van het bronmateriaal van Poe.

## Samenvatting
In november 2023 verliest Roderick Usher, de bestuursvoorzitter van farmaceutisch bedrijf Fortunato Pharmaceuticals, binnen twee weken alle zes zijn kinderen. De avond na de laatste begrafenis nodigt hij C. Auguste Dupin uit, een jurist die de afgelopen 40 jaar onafgebroken tevergeefs heeft geprobeerd om de corruptie van het bedrijf Fortunato bloot te leggen. Vanuit zijn ouderlijk huis vertelt Usher aan Dupin vervolgens zijn familiegeschiedenis, waarin hij de meest duistere familiegeheimen van de Ushers onthult.
Naast de tijdlijn waarin het gesprek tussen Roderick en Dupin plaatsvindt, volgt de serie twee andere tijdlijnen, die beiden verteld worden door Roderick: de eerste, die plaatsvindt van 1953 tot 1980, vertelt over de jeugd van Roderick en zijn tweelingzus Madeline en hoe zij de macht grepen bij Fortunato, terwijl de tweede verhaalt over alle Ushers gedurende de twee weken voorafgaand aan dit gesprek, waarbij Roderick Usher de gebeurtenissen onthult die leidden tot de dood van al zijn kinderen.

## Rolverdeling

### Hoofdpersonages
- De drie hoofdpersonen
  - Verna (Carla Gugino), een mysterieuze vrouw uit het verleden van de Usher-tweeling, die verschillende vormen aanneemt om op de Ushers te jagen, met name die van een raaf. Verna is een anagram van Raven, het Engelse woord voor raaf.
  - Roderick Usher (Bruce Greenwood en Zach Gilford), tweelingbroer van Madeline Usher en tevens de corrupte bestuursvoorzitter van Fortunato Pharmaceuticals. Uit zijn eerste huwelijk volgden twee kinderen, daarna verwekte hij vier onwettige kinderen bij vier verschillende vrouwen. Roderick verwent en investeert in al zijn kinderen, op voorwaarde dat ze de ambitie nastreven om een invloedrijke ondernemer te worden. Greenwood portretteert de Roderick van 2023, terwijl Gilford de versie uit 1979 speelt. Kleine rollen zijn weggelegd voor Graham Verchere als de tiener Roderick Usher, en Lincoln Russo speelt hem als vierjarig kind.
  - Madeline Usher (Mary McDonnell en Willa Fitzgerald), tweelingzus van Roderick Usher en tevens de ambitieuze operationeel directeur van Fortunato Pharmaceuticals, met een levenslange interesse in technologische vooruitgang. McDonnell portretteert de Madeline van 2023, terwijl Fitzgerald de versie uit 1979 speelt. Kleine rollen zijn weggelegd voor Lulu Wilson als de tiener Madeline Usher, en Kate Whiddington speelt haar als vierjarig kind.
- De zes kinderen van Roderick Usher:
  - Frederick Usher (Henry Thomas), Rodericks oudste zoon uit zijn eerste huwelijk, en erfgenaam van Fortunato. Frederick is getrouwd met Morella en heeft met haar een dochter, Lenore. Frederick wordt door zijn jongere broers en zussen niet serieus genomen. Een kleine rol is weggelegd voor William Kosovic, die Frederick speelt als kind in 1979.
  - Tamerlane Usher (Samantha Sloyan), Rodericks oudste dochter uit zijn eerste huwelijk, en een aspirant-ondernemer die werkt aan Goldbug, een merk dat gezondheidsproducten, schoonheidsproducten en levensstijladvies combineert.
  - Victorine LaFourcade (T'Nia Miller), de oudste van Rodericks onwettige kinderen, en een begaafd chirurg die hoopt op een doorbraak met een experimenteel hartapparaat.
  - Camille L'Espanaye (Kate Siegel), een van Rodericks onwettige kinderen, en het scherpzinnige PR-hoofd van Fortunato, geobsedeerd door het verzamelen en controleren van informatie.
  - Napoleon "Leo" Usher (Rahul Kohli), een van Rodericks onwettige kinderen, en een prominente uitgever van videospelletjes. Leo kampt met een drugsverslaving, en woont op hoogte in een luxe appartement, samen met zijn vriend Julian en hun zwarte kat.
  - Prospero "Perry" Usher (Sauriyan Sapkota), de jongste van Rodericks onwettige kinderen, geboren uit een one-night-stand met een croupier. Perry is hedonist en wil een keten van nachtclubs opzetten voor puissant rijke bezoekers uit de bovenklasse.
- Andere personages in het verleden (1979):
  - Rufus Griswold (Michael Trucco), in 1979 de gehaaide arrogante bestuursvoorzitter van Fortunato, die de functie bekleedde na Longfellow en vóór Roderick Usher.
  - Annabel Lee (Katie Parker), Rodericks eerste vrouw en moeder van Frederick en Tamerlane. Ze verlaat haar man in 1979 wanneer ze zich realiseert dat hij over lijken gaat om macht te vergaren.
- Andere personages in het heden (2023):
  - William "Bill-T" Wilson (Matt Biedel), een fitness-influencer en de echtgenoot van Tamerlane.
  - Morella Usher (Crystal Balint), een voormalig model en actrice, getrouwd met Frederick Usher en de moeder van Lenore.
  - Juno Usher (Ruth Codd), de tweede, en veel jongere vrouw van Roderick. Ze is een voormalig drugsverslaafde, en is na een bezoek aan het ziekenhuis door het verliezen van een been nu verslaafd aan Ligodone, een medicijn van Fortunato Pharmaceuticals.
  - Lenore Usher (Kyliegh Curran), de dochter van Frederick en Morella. Roderick beschouwt haar als "de beste van de Ushers", en kent haar de goede eigenschappen van zijn eerste vrouw toe.
  - C. Auguste Dupin (Carl Lumbly), de rechtschapen jurist die de Ushers voor het gerecht wil brengen. Een kleine rol is weggelegd voor Malcolm Goodwin, die de Dupin uit 1979 speelt.
  - Arthur Gordon Pym (Mark Hamill), de advocaat en fikser van de familie, bijgenaamd "The Pym Reaper" vanwege zijn meedogenloosheid en efficiëntie.

### Terugkerende personages
- Dr. Alessandra "Ali" Ruiz (Paola Nuñez), de echtgenote en collega van Rodericks dochter Victorine.
- Toby (Igby Rigney), een van beide assistenten en minnaars van Rodericks dochter Camille.
- Beth (Aya Furukawa), een van beide assistenten en minnaars van Rodericks dochter Camille. Wordt door Camille steevast "Tina" genoemd
- Julius (Daniel Jun), de vriend van Rodericks zoon Leo.
- John Neal (Nicholas Lea), de rechter die de zaak van de Ushers voorzit in 2023.

### Gastrollen
- Eliza Usher (Annabeth Gish), de religieuze alleenstaande moeder van Roderick en Madeline die in de jaren 1950 werkte bij Fortunato als secretaris van William Longfellow, tot ze haar verstand verliest en uiteindelijk overlijdt.
- William Longfellow (Robert Longstreet), in de jaren 50 en 60 de meedogenloze bestuursvoorzitter van Fortunato. Bij zijn secretaresse Eliza Usher heeft hij de tweeling Roderick en Madeline verwekt, maar daar vervolgens nooit naar omgekeken.
- Mevrouw Longfellow (Sarah-Jane Redmond), de echtgenote van William Longfellow
- Jenny (Molly C. Quinn), een van beide vaste partners van Rodericks hedonistische zoon Perry
- Faraj (JayR Tinaco), een van beide vaste partners van Rodericks hedonistische zoon Perry
- Een niet bij name genoemde getuige in de rechtbank (Alex Essoe) tijdens het proces tegen de Ushers

## Verwijzingen naar Edgar Allan Poe
De eerste van de in totaal acht afleveringen bestaat uit een fragment uit de eerste regel van Poe's gedicht The Raven. De laatste aflevering draagt de titel van het gedicht. De overige zes afleveringen, waarin in elke aflevering een van de kinderen van Roderick Usher overlijdt, dragen elk de titel van een kort verhaal van Poe, achtereenvolgens The Masque of the Red Death, The Murders in the Rue Morgue, The Black Cat, The Tell-Tale Heart, The Gold-Bug en De put en de slinger. Ook de namen van de verschillende personages zijn afgeleid van zowel verhalen van Poe als van personen in zijn leven.

## Productie
In oktober 2021 maakte Netflix bekend dat Mike Flanagan een nieuwe miniserie aan het ontwikkelen was, gebaseerd op The Fall of the House of Usher en ander werk van Edgar Allan Poe. Op 9 december 2021 werden Frank Langella, Carla Gugino, Mary McDonnell, Carl Lumbly en Mark Hamill voor een rol geselecteerd. De selectie van Samantha Sloyan, Rahul Kohli, Henry Thomas, T'Nia Miller, Kate Siegel, Sauriyan Sapkota, Zach Gilford, Katie Parker, Michael Trucco, Malcolm Goodwin, Crystal Balint, Kyleigh Curran, Paola Nuñez, Aya Furukawa, Matt Biedel, Daniel Jun, Ruth Codd, Robert Longstreet, Annabeth Gish en Igby Rigney volgde een dag later.
Langella, die de hoofdrol zou spelen van Roderick Usher in het heden, werd in april 2022 ontslagen na een onderzoek naar grensoverschrijdend gedrag. Tegen het eind van dezelfde maand werd in Bruce Greenwood een vervanger gevonden.
De opnames werden gedraaid tussen 31 januari en 9 juli 2022 in het Canadese Vancouver.

## Premières en voorvertoningen
De première van de eerste twee afleveringen vond plaats op het Texaanse filmfestival Fantastic Fest in september 2023. Daarna volgde een voorvertoning op Towson University, de alma mater van regisseur Flanagan. De volledige serie werd op 12 oktober 2023 uitgebracht op streamingdienst Netflix.

## Ontvangst

### Kijkerspubliek
The Fall of the House of Usher werd tijdens de premièreweek 6 miljoen keer bekeken. Het was die week het op twee na best bekeken programma van Netflix, na de Franstalige thrillerserie Lupin en de documentaireserie Beckham. De week daarop was het de tweede meest bekeken serie op Netflix, met 7,9 miljoen kijkers.

### Recensenten
Op de website Rotten Tomatoes was 90% van de 105 recensenten positief over de serie, met een gemiddelde score van 7.9/10. De website Metacritic, die een gewogen gemiddelde hanteert, kende de serie een score van 73 uit 100 toe, gebaseerd op 33 recensenten. De serie kreeg positieve recensies, waarbij critici de productiewaarden, regie en uitvoeringen prezen (met name van Gugino, Greenwood en Mark Hamill), hoewel men verdeeld was over het verhaal, met name ten opzichte van het bronmateriaal van Poe.
Ben Travers van IndieWire gaf de serie een B- en schreef: "Aangezien de absurd rijken onze enige planeet, onze onschuldige pleziertjes en zelfs ons leven vernietigen, kan zelfs een overdreven ongenuanceerde allegorie [als deze serie] voldoening geven. De redenering dat miljardairs niet zouden moeten bestaan, voelde zelden zo bijbels." G. Allen Johnson beoordeelde de serie voor San Francisco Chronicle en gaf een beoordeling van 3/4 en zei: "Het verschil in toon tussen de boeken en de serie? De makers van The Fall of the House of Usher hebben er veel meer plezier in."
Olly Dyche van MovieWeb verklaarde: "De serie ademt [Flanagan]'s gebruikelijke stijl van griezelige beelden, effectieve schrikeffecten, voldoende spanning en complexe emoties. Maar wat The Fall of the House of Usher misschien beter doet dan de meeste horrorseries is de nadruk op karakterdrama en het diepgaande mysterie wat tot het eind toe meer vragen oproept dan beantwoordt. De acteerprestaties zijn, zoals gebruikelijk bij projecten van Flanagan, stuk voor stuk onberispelijk, en Carla Gugino steelt de show." Perri Nemiroff van Collider verklaarde dat The Fall of the House of Usher "weer een meesterlijke serie van Mike Flanagan" was, "een ware droom voor fans van het werk van Edgar Allan Poe" en "een vakkundig vervaardigde combinatie van door Poe geschreven verhalen, in beeld gebracht met een hele rij aan heerlijk diabolische optredens." Brian Tallerico van RogerEbert.com verklaarde dat de serie "soms overvol kan aanvoelen door het opeenstapelen van allerlei bronmateriaal, terwijl de verhaallijn tegelijkertijd dun is, maar dankzij het vakmanschap van Mike Flanagan en zijn verzameling terugkerende acteurs blijft de serie acht gruwelijke afleveringen lang boeien."
Hoewel vele aspecten alom werden geprezen, kreeg het verhaal ook kritiek te verduren: Aja Romano van Vox vond de serie niet in staat om de verschillende bronmaterialen soepel te combineren en vond dat het 'het meest centrale element van alle werken van Poe [miste]: Passie. De karakters uit de familie Usher sterven weliswaar alsof ze in een romantische griezelroman leven, maar zo leven ze niet. [...] Er is niets van Poe's slepende mysteries, de grootse onopgeloste vragen van intrinsieke motivaties en droomachtige logica die over zijn verhalen en hun onderwerpen hangen". Ed Power van The Telegraph noemde het volgepropt, lauw en saai, en stelde dat "de personages te oppervlakkig zijn om ook maar iets van de sympathie voor ze te voelen die we voelden voor die vreselijke familie Roy [uit de Amerikaanse serie Succession]. Het plot rond opiaten voelt te gemakkelijk. En het helpt ook niet dat het verhaal eerder bloederig is dan beklemmend.'"

## Prijzen
Carla Gugino, Willa Fitzgerald en Mary McDonnell werden in 2024 genomineerd voor een van de 29e Critics' Choice-prijzen.